# Свитер

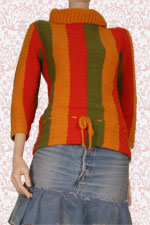
Свитер «Хот-дог»

Сви́тер (англ. sweater от to sweat — «потеть») — предмет вязаной одежды для верхней части тела без застёжек, с длинными рукавами и характерным высоким двух- или трёхслойным воротником, облегающим шею.. Свитер вяжется из шерстяной или полушерстяной пряжи толстой или средней толщины спицами или крючком, реже на вязальных машинах. Возможен различный тип вязки; для ворота и манжет применяется «резинка» всех видов. Широкое распространение получил декор на лицевой части свитера.
Первоначально под свитером подразумевалась именно вязаная кофта, плотно облегающая тело и шею носителя, однако в XX веке (особенно во второй его половине) это обозначение стало применяться вообще к любой вязаной кофте без застёжки, надеваемой через голову. Тем не менее, свитер — один из немногих предметов одежды XIX столетия, практически не претерпевших конструктивных изменений.

## История
Предшественниками свитера являются вязаные рубахи, распространённые в странах Северной Европы.
В Англии свитер был одним из предметов гардероба рыбаков и мореходов в целом. Особой самобытностью отличаются свитера с острова Гернси.
У поморов — субэтноса русских, проживающего в Архангельской, Мурманской областях и Карелии, — существовало множество региональных вариантов обозначения данного предмета одежды. Так, на Кандалакшском берегу свитер назывался бузурункой (от нидерл. boezeroen — блуза, кофта), на Онежском — верховица, а у мурманских поморов бузурунка была известна как поморка. Однако часто свитер называли [вязаной] рубашкой, также бытовало наименование «рубашка тёплая». Как правило, поморские свитера-бузурунки вязались по образцу норвежских свитеров, привозившихся ходившими на промысел поморами. По другой версии, они были заимствованы у нидерландских моряков, заходивших в Холмогоры. Вязание их было трудоёмким делом, поэтому этим занимались только мужчины; техника передавалась по наследству, от отца к сыну. Бузурунки  делались вкруговую, цельными, швы делались лишь на плечах и вверху рукава до середины проймы, подол бузурунки доходил до середины бедра, вырез был круглым и не имел воротника. Иногда спереди присутствовал неглубокий разрез, обшитый тканью и застегивавшийся на пуговицы и крючки. Так как рубахи поморов, как и остальных русских, носились навыпуск, то и бузурунки могли как и заправляться в штаны, так и носиться навыпуск; во втором случае из-под них был виден подол рубахи. Поморские бузурунки вышивались нитями двух цветов, как правило, серого и коричневого, однако известны экземпляры из белой шерсти (например, красно-белая бузурунка из Уны на Летнем береге, на данный момент находящаяся в экспозиции Национального музея в Финляндии в Хельсинки, или бузурунка из Яреньги с коричневым узором на белом фоне из экспозиции Соловецкого музея-заповедника), а также вышитые в три нитки. Экземпляр из Яреньги украшен узором из восьмилепестковых розеток, называвшихся «звёздами», «ко́мпасами» и «ку́мпасами». Бузурунки носили вплоть до 1970-1980 годов. Затем традиция их изготовления была утрачена, и некоторые бузурунки стали перешивать на рукавицы и носки. В настоящее время вязание бузурунок возрождается. 
Также свитеры были известны у саамов и карел.
В современном виде свитер сформировался к середине XIX века на основе вышеупомянутой традиционной повседневной одежды жителей Северной Европы. Своё первое широкое применение вязаный шерстяной свитер нашёл в конце XIX века в Европе как одежда для похудения. Врачи рекомендовали заниматься физическими упражнениями в свитере, который, увеличивая потоотделение, способствовал сжиганию жира (по-английски «потеть» — to sweat, от чего и было образовано наименование «свитер»). Вскоре этот вид тёплой одежды, не требующий использования шарфа, оценили моряки и рыболовы. С 1880-х годов, а особенно в начале XX века свитер получил распространение как спортивная одежда для зимних видов спорта (лыжи, коньки), около 1910 года годы свитер появился и в России. В период с 1920-х по 1970-е годы свитер вошёл в состав военного обмундирования многих стран для лётчиков, моряков, подводников.
В 1920-е годы свитер окончательно укрепляется в качестве повседневной одежды для обоего пола, в том числе в советской России.
В 1930-х годах Коко Шанель ввела свитер в мир высокой моды, представив модели свитеров для женщин. Алесь Адамович описывает в Хатынской повести девушку Глашу из партизанского лагеря, которая носила «немецкий свитер». Процесс феминизации свитера происходил довольно медленно до 1950-1960-х годов, когда Мерилин Монро, голливудский режиссёр Эд Вуд, империя Хью Хефнера «Playboy» настолько популяризировали женский свитер, что в английском языке даже появилось самостоятельное обозначение нового модного типажа — «sweater girl» (можно перевести как «полногрудая девица в свитере в обтяжку»).
В 1970-х годах, в связи с бумом синтетических тканей, популярность свитеров из натуральной шерсти пошла вниз. С другой стороны, именно в это время появились используемые по сей день акриловые изделия. В это же десятилетие в моду вошли платья-свитера, отличавшиеся характерным воротом. Новая волна интереса к свитерам в 1980-х годах пришла из Восточной Европы, где широким слоям населения стали доступны бытовые вязальные машины и был налажен выпуск многочисленных журналов по вязанию. В СССР с конца 70-х годов также выпускались вязальные машины; здесь массовое вязание свитеров стимулировалось стремлением иметь необычную, индивидуальную одежду в условиях дефицита. Новый всплеск популярности свитеров в России пришёлся уже в 1990-е годы.

## Современность
В настоящее время свитер по-прежнему популярен среди людей всех полов и возрастов. Выгодно подчёркивающий шею воротник-стойка, изящные переплетения узоров, тепло и уютность, — всё это привлекает модельеров, год за годом представляющих свитеры в составе своих коллекций.
Свитер рекомендуют носить с джинсами, юбками из толстой материи. Удлинённые модели представляют собой свитер-платье. На улице свитер, защищая горло, позволяет более вольно трактовать верхнюю одежду, например, оставлять воротник куртки или пальто широко распахнутым.
Современная промышленность (в частности, предприятия КНР) выпускает много дешёвых, недолговечных и холодных изделий из искусственной пряжи. Однако более дорогие свитеры служат без потери товарного вида не менее 10 лет, особенно если это единичное изделие ручной работы. Отдельное место занимают традиционные свитеры, известные на весь мир как национальные сувениры — это шотландские, скандинавские, индийские, иранские свитеры с характерными узорами и переплетениями.

## Похожие изделия
Не следует путать свитер с водолазкой (тонкой трикотажной рубахой из хлопчатобумажных или синтетических волокон), джемпером, пуловером, не имеющим высокого воротника, кофтой — имеющей застёжку, пусть даже и на воротнике-стойке.